# Phortica multiprocera
Phortica multiprocera är en tvåvingeart som beskrevs av Chen och Gao 2008. Phortica multiprocera ingår i släktet Phortica och familjen daggflugor. Inga underarter finns listade i Catalogue of Life.